# Chester Zoo
Koordinaten: 53° 13′ 36″ N, 2° 53′ 3″ W
Chester Zoo ist ein Zoo bei Upton by Chester in Cheshire, England. Er wurde 1931 von George Mottershead und seiner Familie gegründet. Er ist einer der größten Zoos im Vereinigten Königreich mit 125 Acres (51 ha) Fläche für Besucher. Der Zoo verfügt darüber hinaus über eine Gesamtfläche von ca. 400 Acres (162 ha).
Er wird von der North of England Zoological Society, einer Registered Charity von 1934 unterhalten und erhält keine staatlichen Zuwendungen. Der Chester Zoo wurden 2021 von mehr als 1,6 Millionen Menschen besucht. 2007 listete ihn Forbes als einen der fünfzehn besten Zoos weltweit. 2015 wurde er von TripAdvisor als der beste Zoo Großbritanniens und siebt-bester Zoo weltweit ausgezeichnet.

## Geschichte
Die Gärtnerei der Familie Mottershead befand sich in Shavington cum Gresty bei Crewe. George Mottershead sammelte Echsen und Insekten, die sich bei den importierten exotischen Pflanzen befanden. Ein Besuch im Belle Vue Zoo in Manchester 1903 weckten in dem Jungen das Interesse, einen eigenen Zoo zu bauen.
Mottershead wurde im Ersten Weltkrieg verwundet und verbrachte mehrere Jahre im Rollstuhl. Dessen ungeachtet wuchs seine Sammlung von Tieren und er machte sich auf die Suche nach einem geeigneten Platz für seinen Zoo. Er wählte Oakfield Manor in Upton by Chester aus. Damals war der Ort ein ländliches Dorf, während er heute ein Vorort von Chester geworden ist. Mottershead erwarb Oakfield Manor 1930 für 3500 £. Das Herrenhaus verfügte über Gartenanlagen mit 3,6 ha (9 acre) und war verkehrstechnisch günstig gelegen, mit Anschluss an die Eisenbahnlinien und nach Manchester und Liverpool. Trotz des Widerstands aus dem Ort setzte sich Mottershead durch und der Chester Zoo eröffnete am 10. Juni 1931. Die ersten Tiere wurden in Kleingehegen im Hof ausgestellt.
Nach dem Zweiten Weltkrieg erfolgte eine rasante Vergrößerung, trotz großer Schwierigkeiten, die benötigten Materialien zu beschaffen. Mottershead musste ressourcenschonend bauen. Das Eisbärgehege (1950) wurde aus Materialien von Straßensperren aus dem Krieg und Pillboxen (Kleinbunkern) errichtet. "Always building" (stets bauend) war der damalige Slogan des Zoos. Mottershead erhielt einen Order of the British Empire und war Präsident der World Association of Zoos and Aquariums (damals International Union of Zoo Directors). Er starb 1978 im Alter von 84 Jahren.
Am 15. Dezember 2018 kam es im 2015 eröffneten Regenwaldhaus, der Monsoon-Forest-Anlage, zu einem Brand durch einen elektrischen Defekt. Das Feuer brach während der Öffnungszeiten zur Mittagszeit aus. Infolgedessen wurden die Besucher evakuiert und die Tiere versucht auf Außenanlagen ihrer Gehege zu locken, um sie vor Verbrennungen und dem Tod zu bewahren. Alle Säugetiere und einige Vögel konnten durch die Pfleger gerettet werden, viele Insekten, Fische, Frösche und Vögel starben bei dem Feuer. Der Zoo konnte am nächsten Tag bereits für Besucher öffnen. Das Regenwaldhaus wird im Sommer 2020 wieder eröffnet werden.
2019 wurde der Chester Zoo von 2,09 Millionen Personen besucht.
Während der Corona-Pandemie 2020 wurde der Chester Zoo geschlossen. Stattdessen hat er für die Besucher das Angebot einer virtuellen Tour durch den Zoo gemacht. Hierbei wurden per Livestream verschiedene Tiere über mehrere Stunden gezeigt.

## Gestaltung
Mottershead wünschte sich einen Zoo ohne die traditionellen viktorianischen Eisengitter. Er war von den Ideen von Carl Hagenbeck und Heini Hediger, einem Pionier der Ethologie, beeinflusst.
In Chester verwirklichte Mottershead Hagenbecks Idee für Gräben und Wassergruben als Alternative zu Käfigstangen und setzte sie im ganzen Zoo um, oft auch bei Arten, für die Hagenbeck dies nicht vorgesehen hatte. Beispielsweise erhielten die Schimpansen 1956 ein neues Gehege, eine Gruppe begrünter Inseln, wo sie nur durch einen 12 Fuß (3,8 m) breiten Wassergraben von den Besuchern getrennt waren. Niemand wusste, ob Schimpansen schwimmen konnten und man war erleichtert, herauszufinden, dass Schimpansen dies nicht können. Heute bildet das Gehege das Herz des Zoos.
1986 musste der Zoo aufgrund des Zoo Licensing Act 1981 mit einem Zaun umgeben werden.
2007 wurde die Anlage Realm of the Red Ape eröffnet, eine Anlage über die Wälder Indonesiens mit bedrohten Arten Sumatras und Orang-Utans aus Borneo.
2009 veröffentlichte der Zoo die Natural Vision, einen Plan mit einem Umfang von 225 Mio. £, um den Zoo in die größte Naturschutz-Attraktion Europas zu verwandeln. Unter anderem mit dem Bau einer neuen Afrika-Anlage und einem Hotel. Diese Pläne wurden 2011 verworfen, nachdem 40 Mio. £ der Mittel wegfielen, weil die North West Regional Development Agency abgeschafft wurde.
Im Dezember 2012 wurde die Erlaubnis gegeben, eine Phase des Natural Vision-Masterplans anzugehen. Das Projekt Islands at Chester Zoo ist eines der größten Umgestaltungsprojekte für einen Zoo in Europa mit einem Umfang von 40 Mio. £, um das Profil des Zoos auszubauen und die sechs Insel-Habitate zu Südostasien zu erneuern. Unter anderem wurde ein Regenwaldhaus gebaut. 2015 wurden die Arbeiten in diesem Bereich abgeschlossen.

## Verwaltung
Die North of England Zoological Society (NEZS) betreibt den Chester Zoo und die Naturschutzorganisation Act for Wildlife. Sie wurde 1934 von George Mottershead gegründet.
Der Zoo selbst wird von einem Executive Team unter der Leitung von Mark Pilgrim, dem Director General, geleitet. Er ist verantwortlich für die zoologischen Teams, für Wissenschaft und Erziehung, für Vor-Ort-Naturschutzarbeit und Forschung sowie für das gesamte Zoogelände. Jamie Christon ist Managing Director und verantwortlich für Entwicklung, Finanzen, Gäste und Geschäftsleitung, Marketing, Personal, sowie Gesundheit und Sicherheit. Beide sind einem Board of Trustees for The North of England Zoological Society verantwortlich.

## Einrichtungen

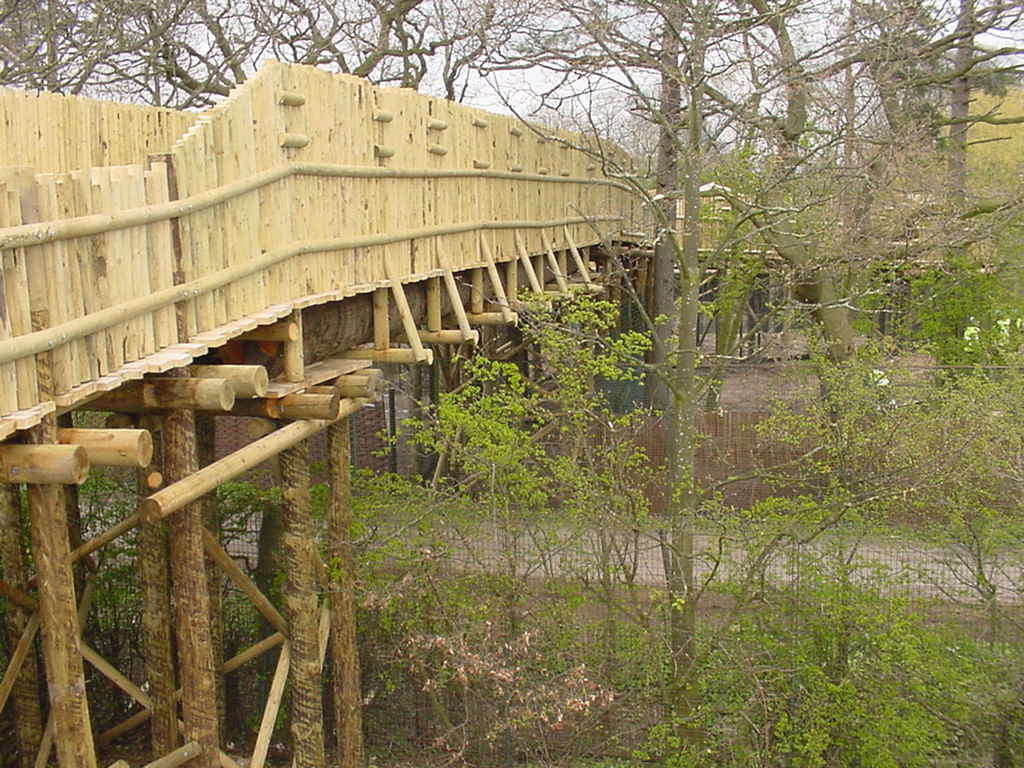
Neue Fußgängerbrücke über die Flag Lane

Es gibt Elektromobile, Schließfächer und die Möglichkeit, Buggies auszuleihen.
Der Zoo wird durch einen öffentlichen Weg, die Flag Lane, geteilt. Lange Jahre führte nur eine einzige Brücke (Elephants’ Bridge) in der Nähe der Elephantenanlage von einem Areal zum anderen. Eine zweite Überquerung (Bats’ Bridge) wurde 2008 in der Nähe der Twilight Zone errichtet.
Ein weiteres Verkehrsmittel sind Boote auf dem Lazy River in der „Islands“-Anlage.
Es gibt die Restaurants Bembé Kitchen (2006), June’s Pavilion, Manado Street Kitchen (auf Sulawesi in der Inselanlage), Oakfield Restaurant (in einem viktorianischen Gebäude in der Nähe der Löwenanlage), und die Acorn Bar. Außerdem gibt es Spielplätze, Läden und Kioske sowie mehrere Picknickplätze.
Der erste Eingang befand sich am östlichen Ende, an der Caughall Road, der als Fußgängereingang bei Oakfield House noch zeitweise geöffnet ist. Der Haupteingang wurde 2006 mit neuen Parkplätzen an die A41 Chester By-Pass verlegt. Seither betritt man den Zoo im in den 1990er Jahren erbauten Erweiterungsteil westlich der Flag Lane.
Außerhalb des öffentlich zugänglichen Teils besitzt der Zoo noch weitere große Ländereien, auf denen u. a. Futter für die Pflanzenfresser angebaut wird.

### Monorail bis 2019

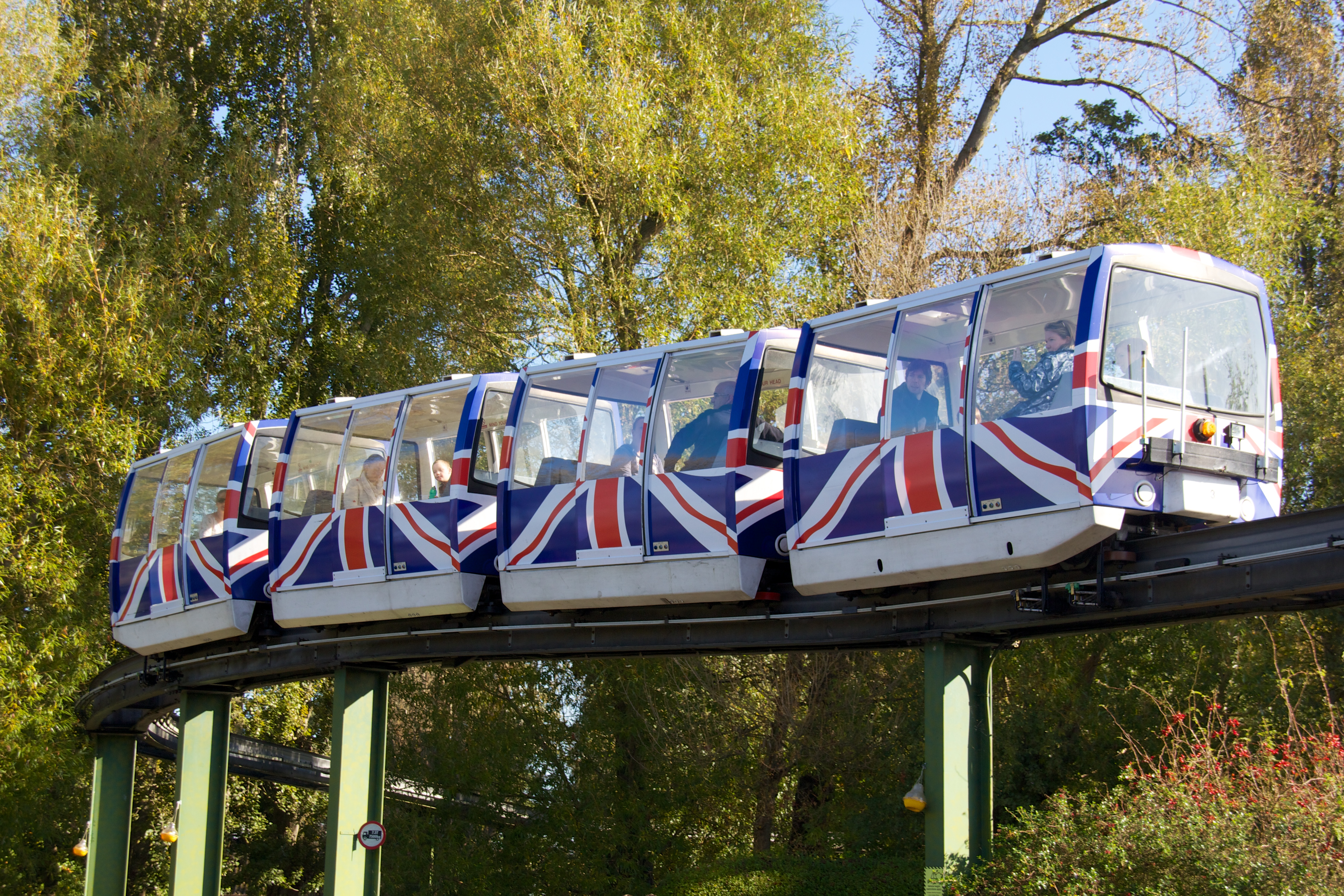
Die Einschienenbahn „Chester Zoo monorail“

Ein Einschienenbahnsystem für 4 Mill. $ wurde 1991 von Computerised People Mover International gebaut und von Duchess of Kent eröffnet. Das System war 1 Meile (1½ km) lang und verkehrte auf einer erhöhten Schiene. Die Strecke führte einmal rund durch den Zoo und überquert Flag Lane zweimal. Die beiden Parkhälften waren durch das System verbunden und auf jeder Seite gab es eine Station. Eine davon lag an der Löwenanlage und die andere in der Nähe der Affenanlage. Jeder Zug bot Sitzplätze für 24 Passagiere in vier Abteilen. Eine Runde dauerte 15 Minuten.
Die Bahn wurde von Elektromotoren auf einer Führungsschiene angetrieben. Es gab ein eigenes Depot und einen Kontrollraum. Täglich wurden ca. 2000 Passagiere befördert. 2009 führte T&M Machine Tool Electronics Verbesserung an der Elektrik und am Fahrwerk im Umfang von 300.000 £ durch, unter anderem wurden neue Verkabelungen mit 25 Meilen (40 km) Länge angebracht. Die Monorail wurde von Pete Waterman am 23. Juli 2009 neu eingeweiht. Das verbesserte System fuhr mit paarweise angeordneten 2,2-kW-Wechselstrommotoren, mit Fernüberwachung durch ein 5-Ghz-Wireless-Link. Gerade mal eine Woche später kam es zu einem Stromausfall, worauf die ersten acht Passagiere an diesem Tag mit einer Hebebühne aus dem Zug geholt werden mussten.
Im Mai 2012 fuhr Queen Elisabeth II. anlässlich ihres Diamantenen Thronjubiläums eine Ehrenrunde in einem speziell dafür dekorierten Zug.
Im Sommer 2019 wurde die Monorail geschlossen und im Anschluss abgerissen. Aufgrund der räumlichen Erweiterung des Zoos in den Jahren ihres Betriebs wurde eine zu geringe Fläche durch die Monorail abgedeckt.

## Anlagen und Tiere

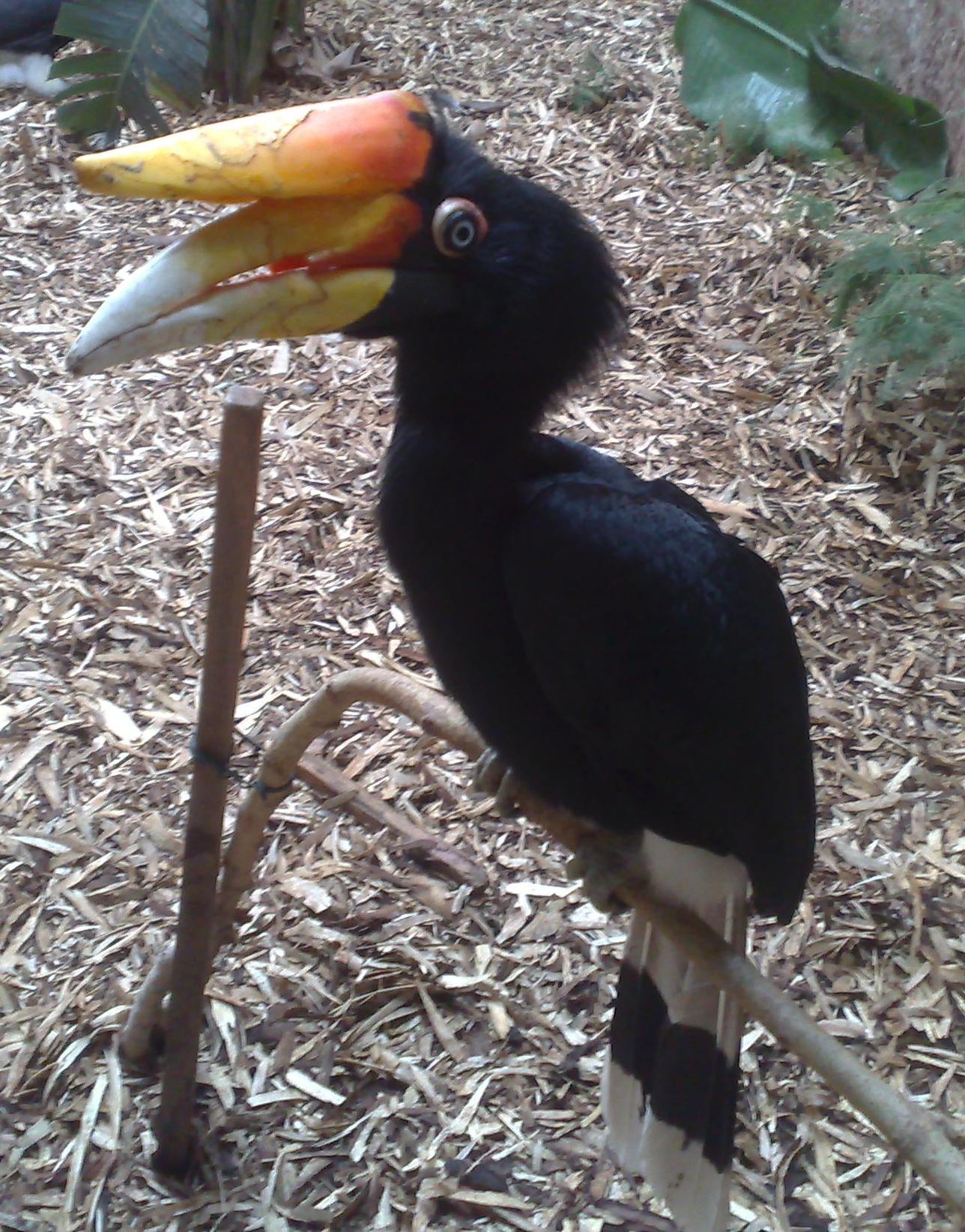
Weiblicher Rhinozerosvogel

Der Chester Zoo verfügt über eine große und vielfältige Sammlung. 2007 standen mehr als die Hälfte der Tierarten im Zoo auf der Roten Liste gefährdeter Arten und 155 waren als bedroht eingestuft. 134 wurden im Rahmen von Zuchtprogrammen gehalten. Der Zoo unterhält die Zuchtbücher für Rotbüffel, Jaguar, Brillenkakadu, Madagaskar-Hundskopfboa, Spießbock, Spitzmaulnashorn, Ecuador-Amazone (Amazona lilacina), Mindanaohornvogel und Rodrigues-Flughund (alle im Europäischen Erhaltungszuchtprogramm). Darüber hinaus werden 265 bedrohte Pflanzenarten gepflegt. 2015 gelang im Chester Zoo erstmals außerhalb Neuseelands die Nachzucht bei den Brückenechsen.
|               | Artenzahl     | Individuenzahl |
| ------------- | ------------- | -------------- |
| Säugetiere    | 79            | 1864           |
| Vögel         | 155           | 1138           |
| Reptilien     | 52            | 230            |
| Amphibien     | 24            | 577            |
| Fische        | 100+(ab 2012) | 3829           |
| Niedere Tiere | 300           | 1381+          |
| Total         | 710+          | 9019+          |

### Inseln im Chester Zoo (Islands at Chester Zoo)
Islands at Chester Zoo wurde im Juli 2015 eröffnet. Der Zoo wurde dadurch um 15 Acres (6 ha) vergrößert. Die Anlage liegt im Südwesten des Zoos.
"Islands" zeigt die Gebiete, in denen der Zoo auch Naturschutzprogramme durchführt: Sumatra, Philippinen und Indonesien. Besucher können von Insel zu Insel spazieren oder bei einer Bootstour die Tiere beobachten.
In der Anlage werden unter anderem Helmkasuar, Banteng, Binturong, Malaienbär, Schabrackentapir, Sumatra-Tiger, Sunda-Gaviale, Tiefland-Anoa, Visayas-Pustelschwein, sowie weitere Reptilien, Vögel und niedere Tiere gehalten. Im Dezember 2015 wurde eine "Monsoon Forest"-Anlage mit Orang-Utans und Javanischen Silbergibbon eröffnet, die im Dezember 2018 bei einem Brand zerstört wurde.

### Elefanten des asiatischen Waldes (Elephants of the Asian Forest)

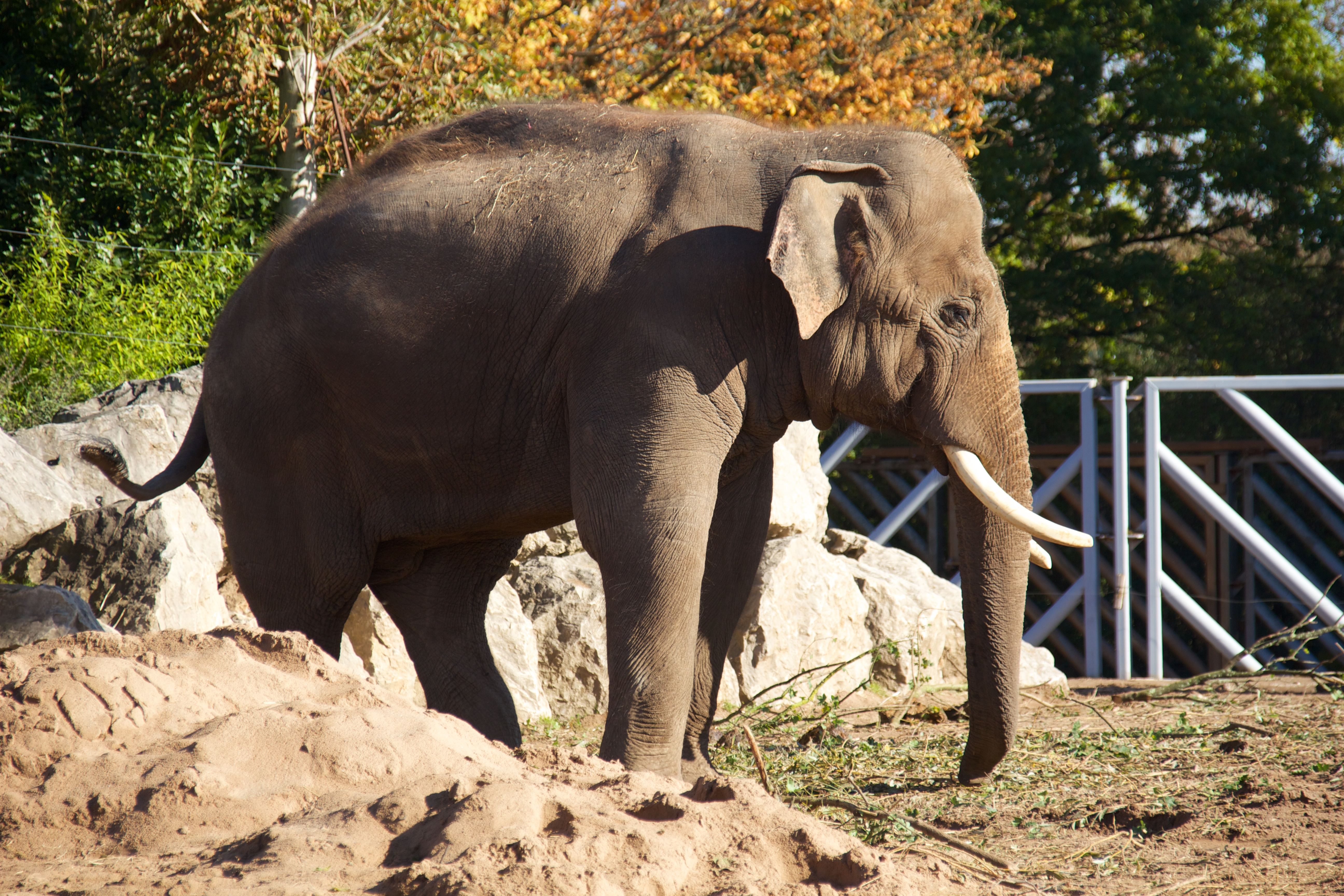
Asiatischer Elefant

In Chester wurden das erste Mal in Großbritannien erfolgreich Asiatische Elefanten gezüchtet. Der berühmteste von ihnen war Jubilee (1977–2003), der im Jahr des Silbernen Thronjubiläums von Elisabeth II. geboren wurde. Der Zoo verfügt über eine Zuchtherde. Im Elefantenhaus sind außerdem Afrikanische Elefanten, Nashörner, Flusspferde und Tapire untergebracht.
Motty, ein hybrid Afrikanisch-Asiatischer Elefant (* Juli 1978) starb noch als Kalb.
Eine Zuchtanlage mit Kosten in Höhe von 2 Mio. £ wurde Ostern 2006 eröffnet. Die Anlage wurde nach den Gegebenheiten der Regenwälder von Assam gestaltet. Elephants of the Asian Forest ist eine umfangreiche Neugestaltung des Elefantenhauses. Innerhalb der Anlage werden zusätzlich Runzelhornvogel, Blauelster, Ährenträgerpfau, Rotschnabelelster (Urocissa erythroryncha), Prevost-Hörnchen, Nördliches Spitzhörnchen und Riesenbaumratte präsentiert und es gibt ein Aquarium für Prachtschmerle und Sumatrabarbe.

### Geist des Jaguars (Spirit of the Jaguar)

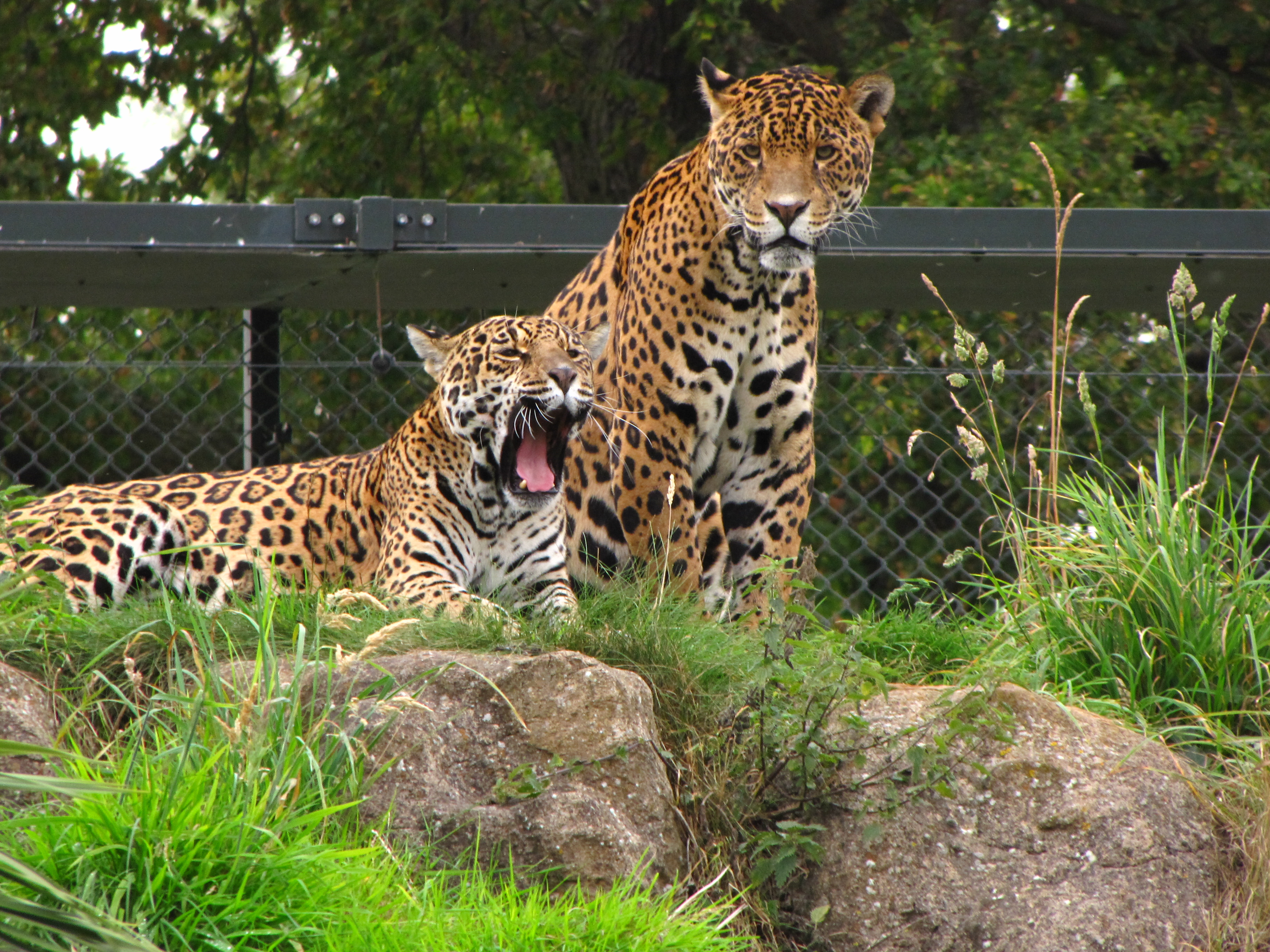
Jaguare

Spirit of the Jaguar wurde 2001 eröffnet und ist gesponsert von Jaguar Cars. Architekten waren McCormick Architecture. Die Ausstellung ist in vier Abschnitte eingeteilt mit zwei Innenbereichen: Regenwald und Savanne, und zwei Außenbereichen, die durch Flüsse und Teiche gegliedert sind, um die Schwimmfähigkeiten der Jaguare zu demonstrieren. Ein Zuchtpaar kam 2013 aus verschiedenen französischen Zoos. In der Anlage werden auch Blattschneiderameisen, Faultiere und ein Aquarium mit Diskusfischen und Schwärme von Salmlern präsentiert. 2011 wurde die Anlage überarbeitet und thematisiert seither das konfliktträchtige Zusammenleben von Mensch und Wildtier.

### Reich der roten Affen (Realm of the Red Ape)
Realm of the Red Ape ist eine Erweiterung des Orang-Utan-Hauses für Borneo-Orang-Utans. Das Projekt war mit 3,5 Mio. £ das teuerste Projekt in der Geschichte des Zoos vor der Errichtung von Islands. Die Anlage wurde im Mai 2007 eröffnet. Das zweigeschossige Gebäude verfügt über drei Innengehege und zwei Außengehege für eine größere Zahl an Affen. Die Außengehege können von der Galerie im Obergeschoss eingesehen werden. In einem weiteren Gehege leben Weißhandgibbons.
Innerhalb der Anlage werden zusätzlich Tiere und Pflanzen der Regenwälder Indonesiens gezeigt, unter anderen Blaukrönchen, Timor-Reisfink, Kastanien-Drossel (chestnut-backed thrush – Geokichla dohertyi), Straußwachtel, Prachtfruchttaube, Schwarznacken-Fruchttaube, Papuawaran, Netzpython, Spitzkopfnatter, Bell's Angle-Head Lizards (Gonocephalus bellii), Grüne Wasseragame, Smaragdwaran, Weißlippen-Bambusotter, Grüner Baumpython, Riesenkäfer, Phobaeticus serratipes, Malaiische Riesengespenstschrecke, Fangschrecken, Malaysische Laubheuschrecken und Wandelnde Blätter.
Nebenan befindet sich ein Gehege für Zwergotter und Hirscheber.

### Das Zuchtzentrum für Schimpansen (The Chimpanzee Breeding Centre)

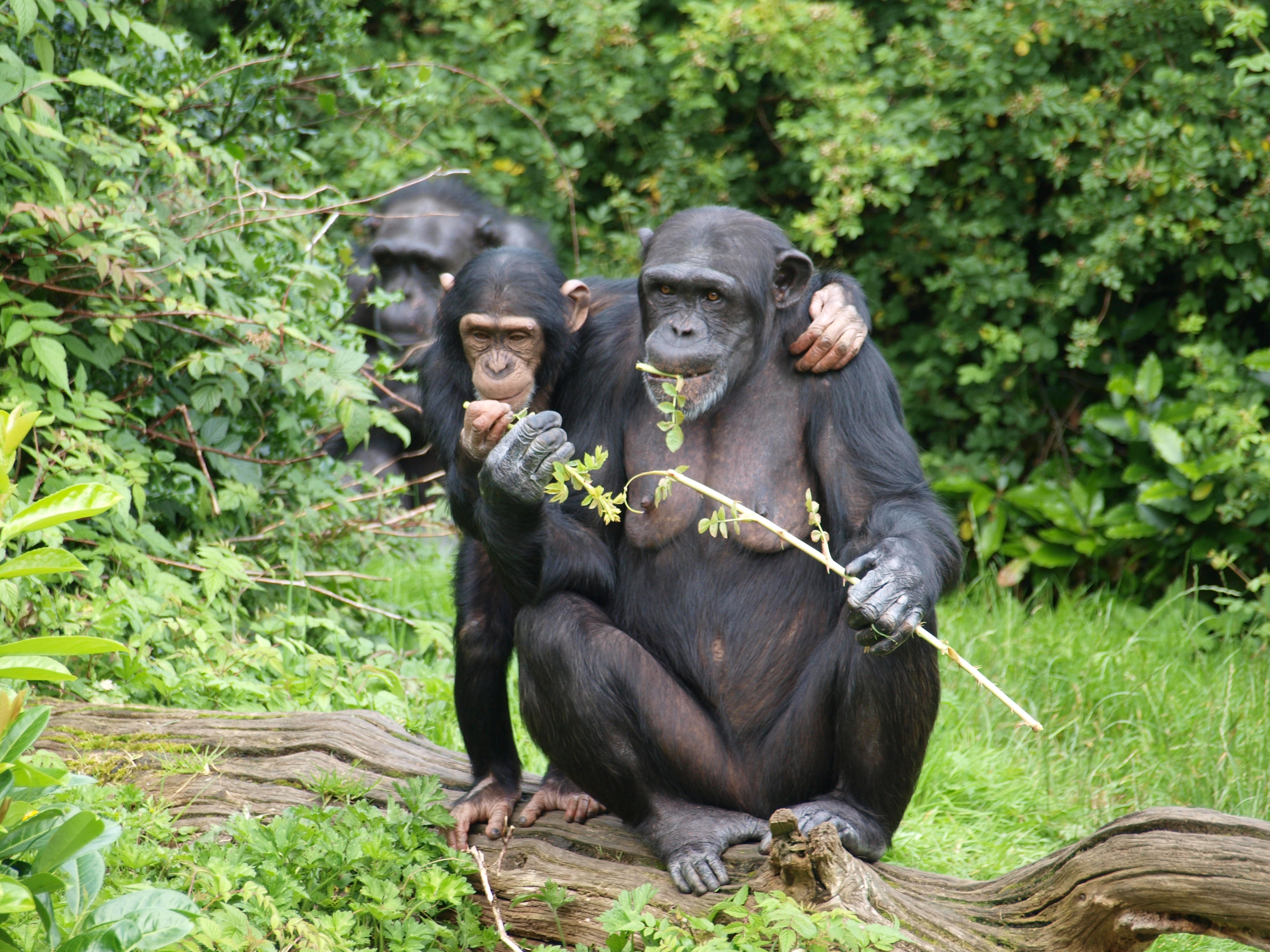
Schimpansengruppe

1989 wurde der Menschenaffenpavillon von Prinzessin Diana eröffnet. In der Anlage leben 26 Schimpansen – die größte Gruppe in einem Zoo in Europa. Die Anlage besteht aus einem Rundhaus mit einem konischen Innengehege und einer Außenanlage auf einer Insel mit Wassergraben. Die Anlage ist reichlich mit Büschen und Kletterbäumen ausgestattet und verfügt über sieben untereinander verbundene Rückzugsräume.

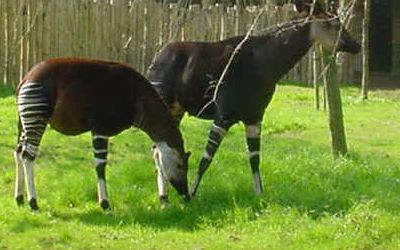
Okapis

### Tsavo Nashorn Erfahrung (Tsavo Rhino Experience)
Die Anlage für die Spitzmaulnashörner ist nach dem Vorbild des Tsavo-West-Nationalparks in Kenia gestaltet und wurde 2003 für 2 Mio. £ errichtet. Der Zoo betreibt ein erfolgreiches Zuchtprogramm und hält derzeit acht Rhinozerosse. Nebenan sind auch Erdmännchen, Stachelschweine und Warzenschweine untergebracht.

### Die Safari der Feuchtgebiete und Tsavo-Vögel (The Wetlands and Tsavo Bird Safari)
In der Großvoliere, die 2009 eröffnet wurde, sind unter anderen afrikanische Störche, Decken-Tokos, Gabelracken, Hammerköpfe, Webervögel, Klunkerkraniche und Kronenkraniche untergebracht.

### Flughund-Wald (Fruit Bat Forest)
Fruit Bat Forest ist die größte Fledermaushöhle in Europa, in der die Flughunde frei fliegen. Neben den beiden Arten, Rodrigues-Flughund und Brillenblattnase sind in der Anlage weitere Nachttierarten untergebracht: Großer Tenreks und Höhlenfische.

### Affeninsel (Monkey Islands)
Monkey Islands wurde 1997 eröffnet, als das alte Affenhaus ersetzt wurde. Heute werden dort vier Affenarten gehalten: Kolumbianische Braunkopfklammeraffen, Mandrills, Bartaffen und Gelbbrust-Kapuziner. Die Affen haben jeweils ein Innengehege mit Glasfront, das vom Besuchergang aus eingesehen werden kann, sowie dicht bepflanzte Außengehege.

### Zwergaffen (Miniature Monkeys)
Miniature Monkeys wurde 2004 eröffnet und besteht aus zwei Gehegen. Im ersten Gehege leben Zweifarbentamarine mit Zwergseidenäffchen und in dem zweiten Gehege Kaiserschnurrbarttamarine und Goldkopflöwenäffchen.

### Bären des Nebelwaldes (Bears of the Cloud Forest)
Bears of the Cloud Forest wurde 2004 eröffnet und ist Heimat für zwei Brillenbären sowie weitere südamerikanische Tierarten: Capybaras, Flachlandtapire, Guanakos, Vikunjas und Nandus.

### Die geheime Welt des Okapis (Secret World of the Okapi)
Das ehemalige Kamelhaus wurde 2006 in ein Gehege für Okapis umgebaut. 2012 stellte sich ein erster Zuchterfolg ein. Neben den Okapis sind hier Gehege für Kirk-Dikdiks, Gambia-Riesenhamsterratten, Elefantenrüsselfische, Westliche Gabunvipern, Kurzohrrüsselspringer, Türkische Stachelmäuse und Schöne Vierstreifengrasmäuse (letztere waren, trotz Zuchterfolg, nur zwei Jahre im Bestand).

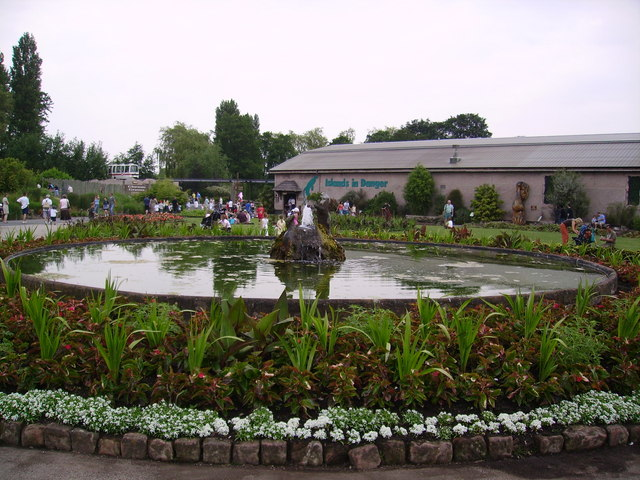
Brunnen und Blumenbeete vor der Anlage Dragons in Danger

### Echsen in Gefahr (Dragons in Danger)
Die Anlage wurde hauptsächlich für die Komodowarane von den Sundainseln angelegt. Die Ausstellung wurde anstelle des alten Vogelhauses erbaut und 2003 erweitert. 2007 konnten mehrere Jungtiere gezeigt werden, die geschlüpft waren, obwohl die Eier nicht befruchtet waren. Dieser Fall von Parthenogenese ist der erste dokumentierte Fall für diese Art. 2009 wurden zusätzlich Leguane untergebracht und momentan werden auch Dornschildkröten, sowie die stark bedrohten Leptodactylus fallax und Coenobita clypeatus ausgestellt.
Daneben beherbergt das Gebäude auch indonesische und philippinische Regenwaldvögel und -tiere: Palawan-Pfaufasan, Fasanentaube, Montserrattrupial, Tariktik-Hornvogel, Tragulus nigricans. Zum ersten Mal in Gefangenschaft wurden hier Cyrtopholis femoralis gezüchtet.

### Mangustenmanie (Mongoose Mania)
Der ehemalige Streichelzoo wurde nach einem Ausbruch von Maul- und Klauenseuche geschlossen und in einen Picknickplatz mit Kiosk umgewandelt.
Mongoose Mania in unmittelbarer Nachbarschaft dazu beherbergt Zwergmangusten und in dem Gehege gibt es Tunnel für Kinder, die durch Plastikhauben selbst einen Blick aus der Perspektive der Mangusten erhaschen können.

### Riesenotter und Pinguine
2010 wurde die ehemalige Seelöwenanlage in ein Gehege für Riesenotter umgewandelt. 2013 konnte der Zoo Nachwuchs verzeichnen. Nebenan befindet sich in einem weiteren Becken eine Zuchtgruppe von 50 Humboldt-Pinguinen.

### Tropisches Reich (Tropical Realm)
Das Tropical Realm ist das größte Tropenhaus in Großbritannien mit mehr als 26.000 m³ Volumen. Es wurde 1964 eröffnet und zeigt einen Landschaftsgarten mit Becken und ausgewachsenen tropischen Pflanzen und Pfaden durch das Unterholz für Besucher. Hier werden mehr als 30 Vogelarten freifliegend gehalten. Unter anderem Kragentauben, verschiedene Stare und Straußwachteln.
Weitere Volieren und Vivarien ziehen sich entlang der Seiten. Dort werden Paradiesvögel und die Nashornvögel (Doppelhornvogel, Rhinozerosvogel, Tariktik-Hornvögel, Panayhornvogel) gehalten sowie Rothaubenturako, Palawan-Pfaufasan, Kongopfau, Balistar, Krontaube, Feenvögel, Schamadrosseln (Copsychus malabaricus), Weißhaubenturako, Schneescheitelrötel (Cossypha niveicapilla), Bartlett-Dolchstichtaube, Grünarassari, Luzon-Zwergohreule, Schwarzweißhäherling (Garrulax bicolor), Weißflügelente und Bülbülamsel.
Tropical Realm ist darüber hinaus auch das Herz der Reptiliensammlung des Zoos. Krokodilkaiman, Spitznasennatter, Grüner Hundskopfschlinger, Greifschwanz-Lanzenotter, Parsons Chamäleon, Krokodilteju, Kronenbasilisken und Borneo-Langschwanzagame (Bronchocela cristatella) sind die derzeitigen Bewohner. Brückenechsen kamen 2016 zum Schlupf, so dass sich der Zoo rühmen kann, der einzige Zoo außerhalb Neuseelands zu sein, in dem die Echsen sich vermehren.
Galápagos-Riesenschildkröte und Strahlenschildkröte zusammen mit vietnamesischen Dosenschildkröten sind Vertreter der Schildkröten. An Amphibien gibt es Baumsteigerfrösche, Goldfröschchen, Kolumbianische Schwimmwühlen, Gefleckte Tomatenfrösche (bis 2020 im Bestand) und Schwarzaugen-Laubfrösche (bis 2022 im Bestand).
Seit 2015 kamen noch zwei Fingertiere und Madagaskar-Riesenratten dazu.

### Europa an der Kante (Europe on the Edge)

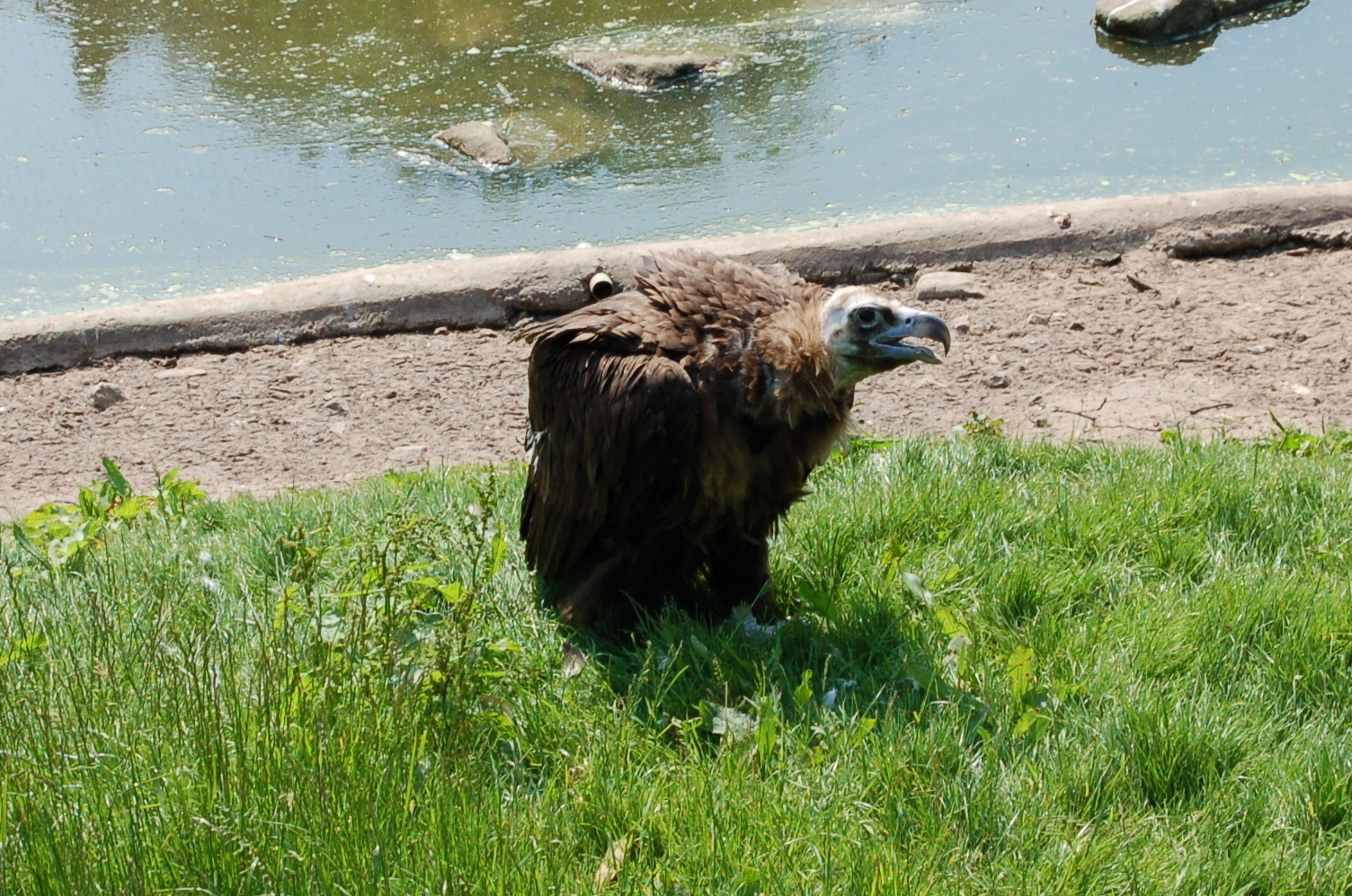
Mönchsgeier

Das Geiergehege ist das größte Aviarium des Zoos und eines der größten in Großbritannien. Es wurde 1993 eröffnet und beherbergt europäische Greifvögel, unter anderem Mönchsgeier, Gänsegeier, sowie Schwarzstorch, Löffler, Ibisse, Reiher und weitere Wasservögel. Daneben leben dort Kleinvögel wie Felsentaube, Kiebitz, Rothuhn und Alpenkrähe.

### Kondorenklippe (Condor Cliffs)
Im Aviarium für das Brutpaar der Andenkondore. Daneben werden auch Rabengeier und verschiedene Wasservögel gehalten. Die Anlage wird durch einen großen Wasserfall bestimmt und zur Fütterung wird die Attrappe eines Lamaskeletts genutzt. Früher waren in dem Gehege die Braunbären untergebracht.

### Zuchtzentrum für seltene Papageien (Rare Parrot Breeding Centre)

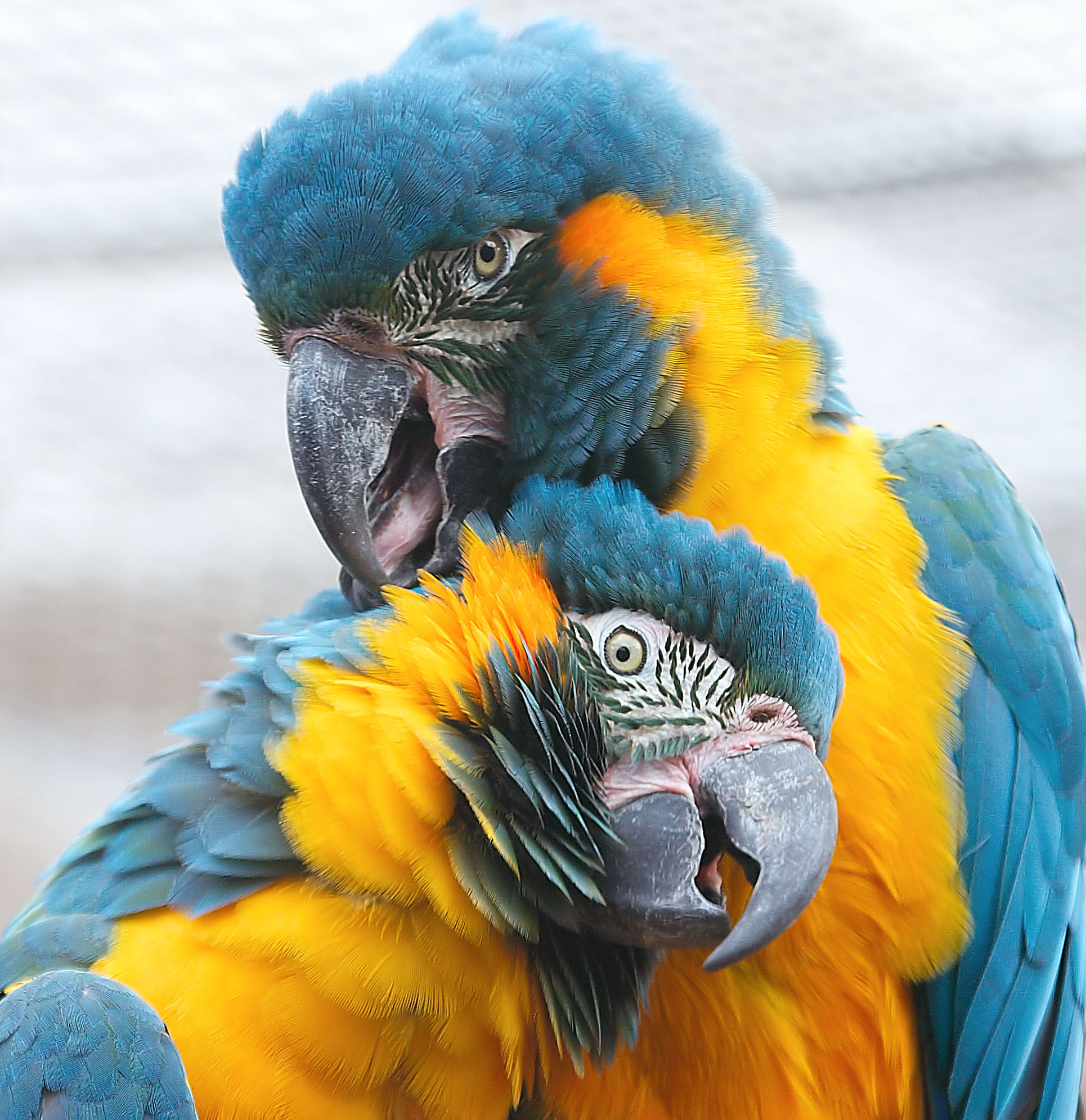
Blaulatzara

Im Zuchtgehege sind Rotsteißkakadus, Gelbwangenkakadus, Diademloris, Lorius garrulus, Mindanaoloris und Gelbbrustaras untergebracht. Die einzigen einsehbaren Gehege sind die der Ecuador-Amazone.

### Mythische Aras (Mythical Macaws)
Mythical Macaws ist ein Aviarium mit seltenen und bedrohten südamerikanischen Papageien und Aras, darunter Hyazintharas und Blaulatzaras.

### Aquarium
Das Aquarium ist ein kleines altmodisches Gebäude. Es ist heute eines der ältesten Gebäude des Zoos und wurde von Mottersheads Tochter und Schwiegersohn in den 1950ern errichtet. Hervorzuheben sind die Zuchterfolge bei Seepferdchen und Süßwasserrochen. Daneben werden Hemiscyllium ocellatum, Schlammspringer, Malawisee-Cichliden und niedere Tiere wie Seesterne, Seeigel, Korallen und Garnelen gezeigt.

### Asiatischen Ebenen und Weiden (Asian Plains and paddocks)

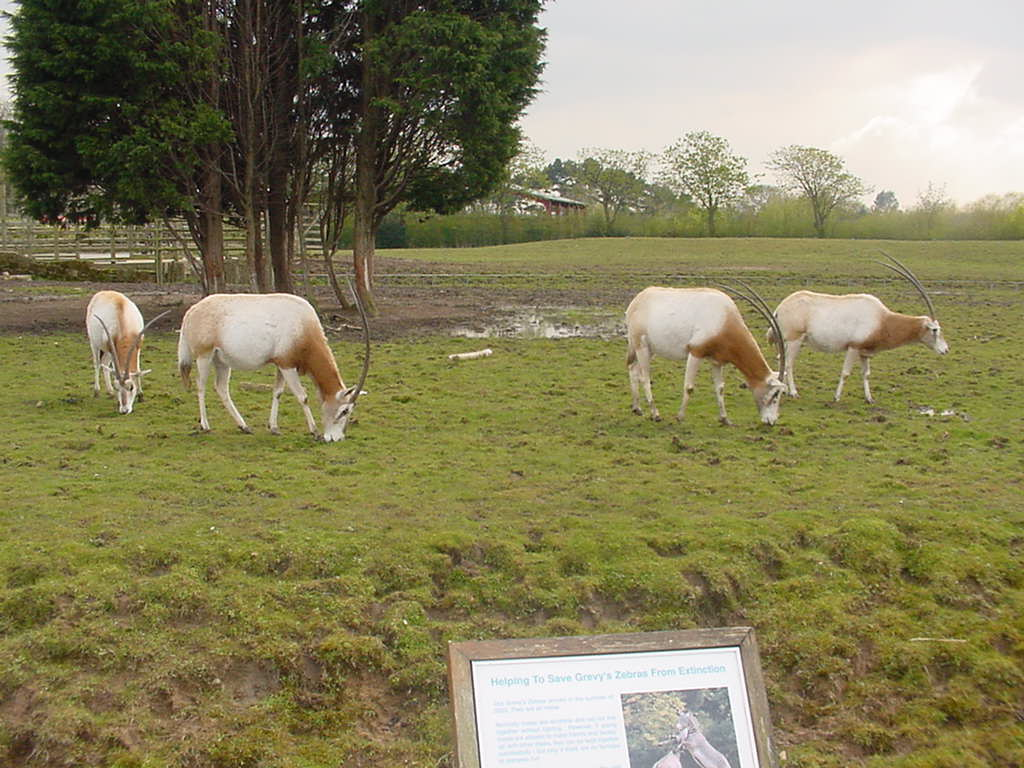
Säbelantilopen

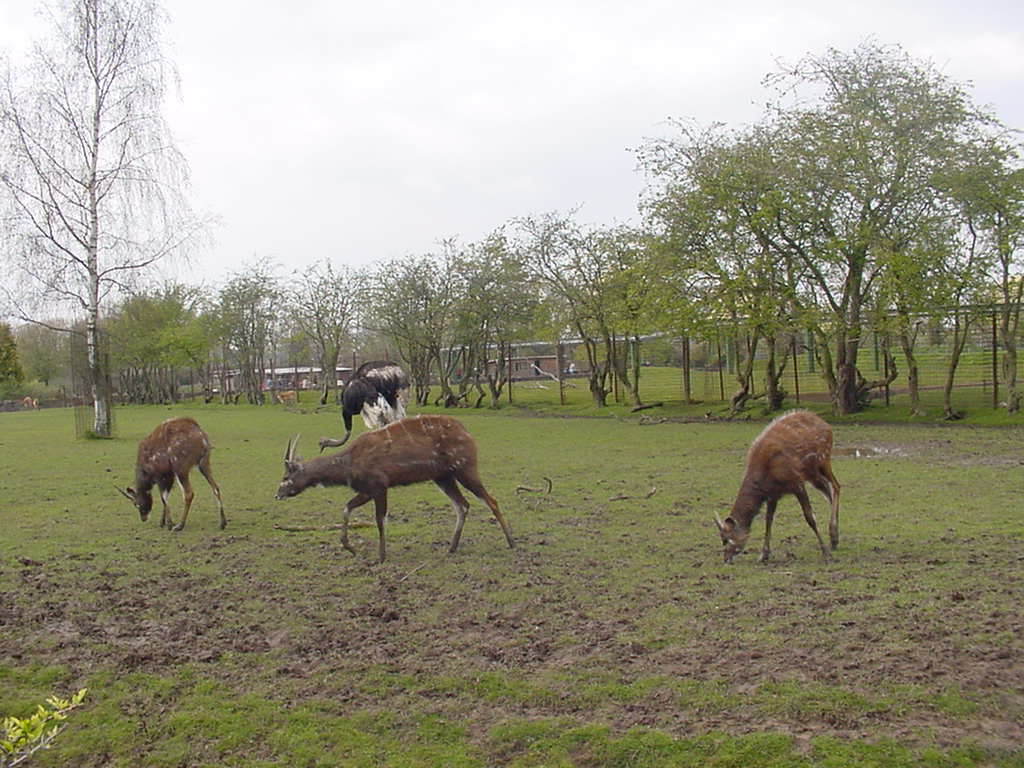
Sitatungas

2008 wurden die Asian Plains eröffnet. Auf verschiedenen Koppeln werden Leierhirsche, Panzernashörner und Geparde gezeigt, zusammen mit Barasinghas, Watussirindern Hirschziegenantilopen und Sitatungas.
Im Westen des Zoos gibt es weitere Koppeln für Grevyzebras, Sitatunga, Kirk-Dikdiks, Säbelantilopen, Bongos, Kleine Kudus und Pferdeantilopen.

### Mkomazi-Nationalpark Erhaltung für Wildhunde (Mkomazi National Park Painted Dogs Conserve)
Seit 2009 hat der Zoo eine Gruppe Afrikanischer Wildhunde. 2011 wurde für die Wildhunde ein neues Gehege eingerichtet, das durch seine Inselberge die Landschaft des Mkomazi-Nationalparks nachbildet. Neben den Wildhunden werden dort Erdferkel und Klippschliefer gezeigt.

### Waldzone und Schmetterlingsreise (Forest Zone and Butterfly Journey)
In der Nordostecke des Zoos werden vor allem waldbewohnende Tierarten gezeigt. Neben Schimpansen, Okapis, Jaguaren, Kondoren und dem Tropenhaus gibt es Gehege für Afrikanische Waldbüffel, Pinselohrschweine, Schabrackentapir, Rothschild-Giraffen und Kleingehege für Zauneidechsen und ein gemischtes Gehege für Rotschnabelhokkos und Cyanocorax yncas yncas.
Das Schmetterlingshaus Butterfly Journey wurde 2008 eröffnet und zeigt den kompletten Lebenszyklus und freifliegende Schmetterlinge (Blauer Morphofalter, Caligo idomeneus, Glasflügelfalter, Ritterfalter, Atlasspinner). Daneben werden noch weitere wirbellose Tierarten und einige Pantherchamäleons gezeigt.

### Großkatzen (Big cats)

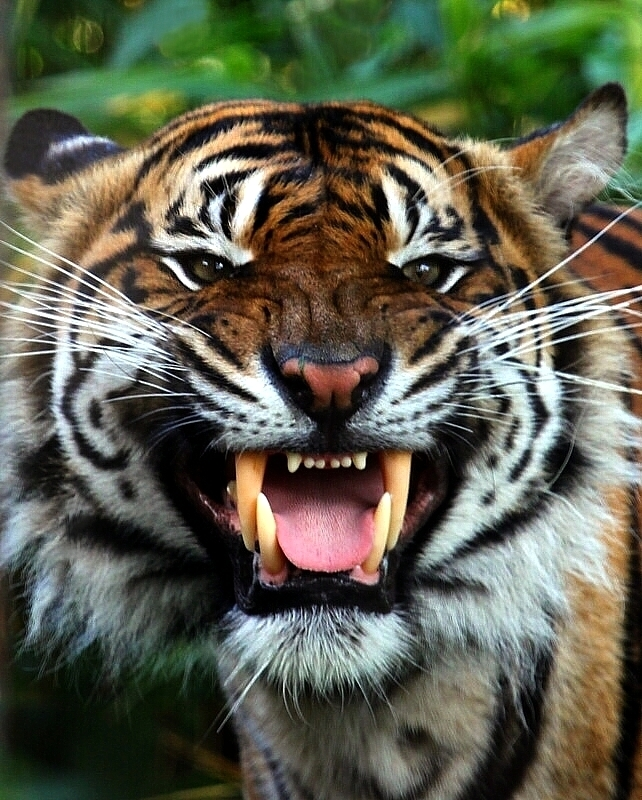
Sumatratiger

Chester Zoo hält weiterhin Löwen, Tiger und die bedrohte sudanesische Unterart der Geparden. Die Asiatischen Löwen gehören zur Unterart, die im Gir-Nationalpark in Indien lebt. Die Aufzucht des ersten Löwenjungtiers wurde in der Fernsehserie Zoo Days gezeigt.
2007 kam ein Sumatra-Tiger vom Dudley Zoo zur Paarung mit den Bengal-Tiger Weibchen, die jedoch 2008 abgegeben wurden. Ein Weibchen wurde aus dem Zoo Prag geholt, um ein Zuchtpaar für die stark bedrohte Unterart zu bilden. Sie haben mehrfach erfolgreich Nachwuchs aufgezogen.

### Malaienbären (Sun Bears)
2015 erhielt der Zoo ein Paar Malaienbären aus dem Rare Species Conservation Centre in Kent. Ein neues Gehege wurde 2017 eröffnet.

### Asiatische Steppe (Asian Steppe)
Trampeltiere und Onager leben in einer großen Koppel im Zentrum des Zoos. In einem Gehege, das nur von der Monorail und der Bats’ Bridge eingesehen werden kann, beherbergt Prinz-Alfred-Hirsche.

### Weitere Gehege

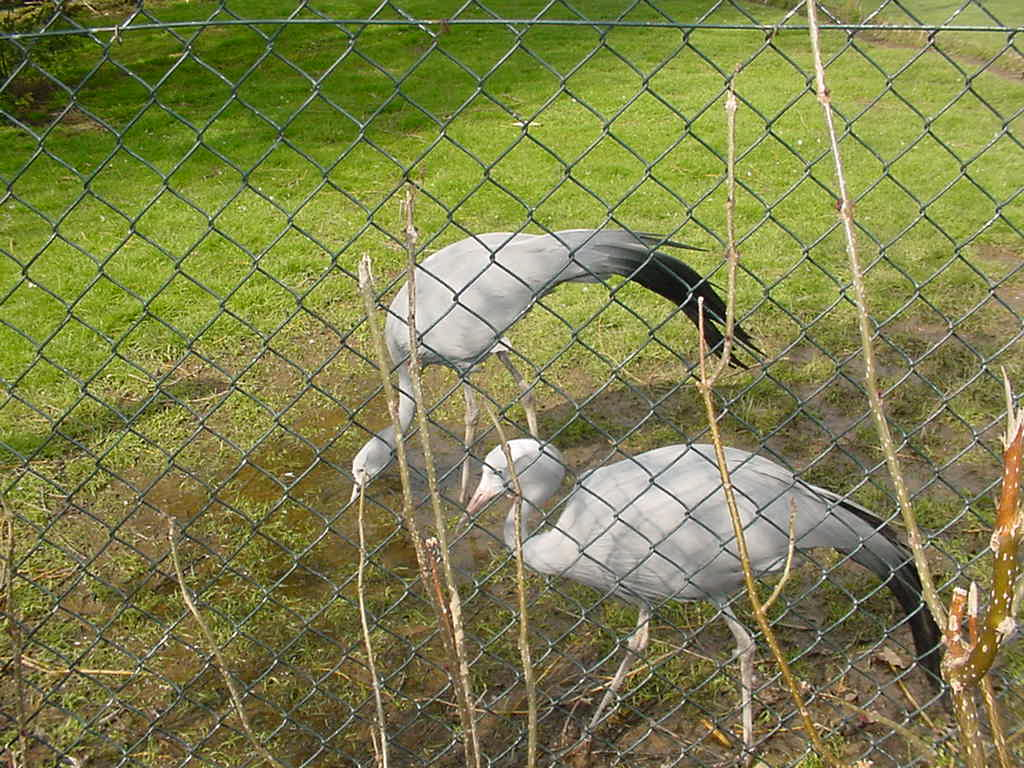
Paradieskraniche

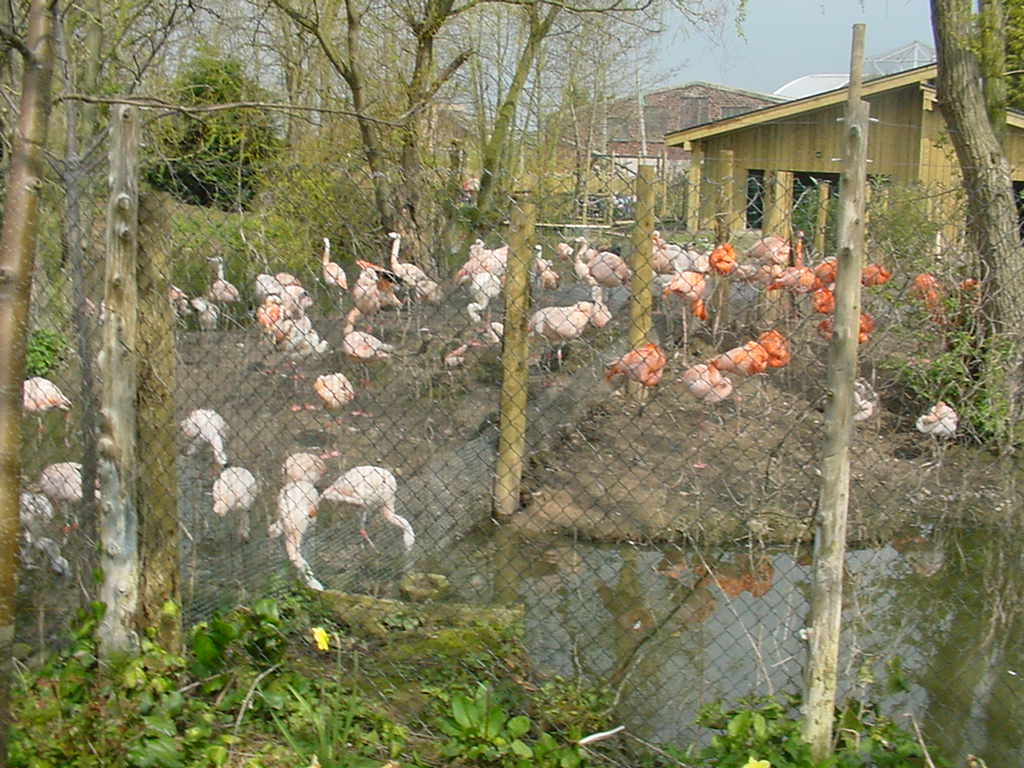
Flamingos

Darüber hinaus gibt es noch Gehege für Weißkopfsakis, Alaotra-Bambuslemuren, Brüllaffen, Lisztaffen, Schwarzweiße Varis und Rote Varis, Waldhunde, Kleine Pandas, Pudus, Große Ameisenbären, Cabottragopane und weitere Wasservögel und Eulen.
Chileflamingos und Kubaflamingos leben in den seichten Gräben entlang der Lemurenhäuser mit Kattas und Rotstirnmakis.
2011 und 2012 gab es auch Ausstellungen mit Animatronic-Dinosauriern.

## Mitgliedschaft und Adoption
Der Zoo bietet die Möglichkeit für Freunde, ein Tier zu "adoptieren" oder eine Mitgliedschaft zu übernehmen, wodurch freier Zutritt zum Zoo und zu anderen Attraktionen gewährt wird. Alle drei Monate erhalten Unterstützer und Mitglieder das Z-Magazin.

## In den Medien
2007 wurde von Granada Television die Doku Zoo Days gedreht und ab dem 8. Oktober auf Channel Five ausgestrahlt.
2009 war "The History of Chester Zoo" ein Spezialgebiet in der Quizsendung Mastermind.
2014 veröffentlichte BBC One den Spielfilm Our Zoo über die Geschichte des Zoos. Die sechsteilige Miniserie wurde für zwei Nationale Filmpreise vorgeschlagen.
Seit 2016 strahlte Channel 4 die Serie The Secret Life of the Zoo aus.